# Pervagor
Pervagor là một chi cá trong họ cá khờ Monacanthidae thuộc bộ cá nóc, chi này gồm các loài cá bản địa của vùng Ấn Độ Dương và Thái Bình Dương. Pervagor là một chi cá với nhiều loài đôi khi xuất hiện trên thị trường cá cảnh. Không nên nuôi bất kỳ loài nào với động vật thân mềm, và đặc biệt là hầu như không thể cho chúng ăn, vì chúng có ngoại hình đẹp nên có thể thấy xuất hiện trong các tiệm cá cảnh.

## Các loài
Hiện hành có 08 loài được ghi nhận trong chi này:
- Pervagor alternans (J. D. Ogilby, 1899) (Yelloweye filefish)
- Pervagor aspricaudus (Hollard, 1854) (Cá bò giấy cam)
- Pervagor janthinosoma (Bleeker, 1854) Cá bò giấy sọc đen
- Pervagor marginalis Hutchins, 1986
- Pervagor melanocephalus (Bleeker, 1853) Cá bò giấy đuôi đỏ
- Pervagor nigrolineatus (Herre, 1927) Cá bò giấy sọc đen
- Pervagor randalli Hutchins, 1986
- Pervagor spilosoma (Lay & E. T. Bennett, 1839) Cá bò giấy đuôi quạt